# Клан Андерсон
Клан Андерсон (шотл. гел. Clan Anderson) — гірський клан Шотландії. Андрерсон означає син Ендрі. Прізвище широко поширене в Шотландії, святий Андрій — покровитель Шотландії. Хоча, це прізвище зустрічається в різних країнах Європи, зокрема в Скандинавії. Англоїзований варіант назви клану. Шотландською (гельською) назва б звучала Мак-Андрю (шотл. гел. mac Aindriu). Власне, в Гайленді поширеніша саме така назва клану. Клан пов'язаний з кланом Анріас, гілкою клану Росс, що в свою чергу пов'язаний з XV ст. з конфедерацією кланів Гаттан. 

## Історія клану

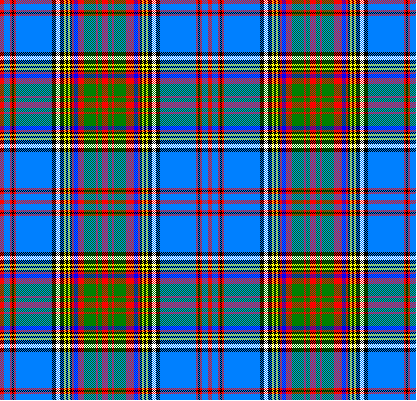
Тартан клану Андерсон

У рукописах Кінрара стверджується, що Мак-Андрю прибули в Баденох з Мойдарта у 1400 році. Перша згадка про клан з'являється в 1296 році, коли Девід ле Фіц-Андреу, міщанин з Пілса, та Дункан Фіц-Андреу з Дамфіса були серед тих, хто здійснив васальну присягу королю Англії Едуарду І Довгоногому у 1296 році і підписали відповідний документ - "Рагман роллс".
Одним з відомих людей клану був Джон Мак-Андрю з Далнахатніха (Ian Beg MacAndrea — Маленький Джон Мак-Андрю), що викликав відчуття жаху у своїх ворогів. Але клан більш відомий не своїми войовничими людьми, а видатними особистостями науки і культури. Олександр Андерсон з Абердіну став відомим математиком, коли у 1612 році в Парижі видав друком свої праці з геометрії та алгебри. Його двоюрідний брат — Девід Андерсон з Фіншога теж був здібним математиком, але прославився як винахідник, що ліквідував велику скелю, яка закривала прохід в гавань Абердину. Його онук  Джеймс Грегорі винайшов нову модель телескопа. Джеймс Андерсон (1739 — 1808) написав статтю про мусони для Британської енциклопедії, я якій передбачив відкриття, що їх зробив пізніше Джеймс Кук у своїх експедиціях.

## Основні гілки клану
Основні родини Андерсонів — Андерсони з Доухілла, з Західного Ардбрека в Банфширі, з Кандакрейга Стратдоні. У XVI столітті Андерсону з Андерсона був подарований герб, але його родина не вважалася головною в клані, бо головна гілка — Андерсони з Ардбрека.

### Мак-Гілланрейси
Андерсон мають прізвище і люди, що історично не належали до клану Андерсон, а походять з забутого клану Мак-Гілланрейс, що в свою чергу походять від старої кельтської назви священиків та монахів з абатства Сент-Ендрюс. Клан Росс іноді називають кланом Айндреа, а Мак-Гілланрейс часто пов'язують з кланом Росс і згадують джерела, в яких сказано, що Мак-Гілланрейс походять Макінтош-т-Сагерт Ферхара, абата Аплкросса.

## Септи клану Андерсон
- Андерсон (Anderson)
- Андрюс (Andrews)
- Ґілландерс (Gillanders)
- Мак-Андрю (MacAndrew)

Герб клану Андерсон.
Герб Андерсонів з Ардбрей.
Герб Андерсонів з Ербурі
Герб Андерсонів з Брунтстейн.
Герб Андерсонів з Бішопмілл.
Герб Андерсонів з Кандакрайґ.
Герб Андерсонів з Кіннеддар